# Nemzeti Megmentési Front Tanácsa
A Nemzeti Megmentési Front Tanácsa (románul: Consiliul Frontului Salvării Naționale, rövidítése: CFSN) az 1989-es romániai forradalom idején, 1989. december 22-én az új román állami hatalom legfelső szerve lett.
A megalakulását a román televízióban jelentette be Ion Iliescu. A tagok névsorát a forradalom forgatagában Iliescu és néhány segítője állította össze, anélkül, hogy megkérdeztek volna mindenkit, hogy akarnak-e tagjai lenni az új szervnek.

## Összetétel
A CFSN kezdetben 40 tagot számlált, olyan volt vezető kommunista személyiségek, akik szembefordultak Ceaușescu rezsimjével: Ion Iliescu, aki korábban a román KISZ (Uniunea Tineretului Comunist, UTC) első titkára, majd Iași megye első párttitkára, később - kegyvesztettsége miatt - a Műszaki Kiadó igazgatója, ő lett az elnök; Silviu Brucan, régi kommunista pártkáder, aki az új hatalom ideológusa lett; Dumitru Mazilu diplomata; Corneliu Mănescu, volt külügyminiszter; Alexandru Bârlădeanu kommunista veterán, a „hatok levelének” egyik aláírója; 
- A volt hatalom vezető tisztségviselői, akik átálltak a forradalom oldalára: Ștefan Gușă tábornok (volt vezérkari főnök), Victor Stănculescu tábornok (a hadtáp volt főnöke), Gheorghe Voinea tábornok (a Bukarest környéki 1-es Hadsereg katonai parancsnoka), Domokos Géza, a Kriterion könyvkiadó igazgatója,
- Szakértők: Petre Roman hidrotechnikai mérnök, egyetemi oktató, Walter Roman kommunista veterán fia, a jövendő miniszterelnök;
- A régi rendszer üldözöttjei: Gelu Voican Voiculescu kőolajipari mérnök, a korábbi rezsim üldözöttje, ő lett a katonai ügyek felelőse; Doina Cornea emberjogi harcos, Ana Blandiana költő, Mircea Dinescu költő, Tőkés László lelkész,
- Ismert személyiségek (írók, művészek stb.), akiket korábban nem ért különösebb üldöztetés: Ion Caramitru színész, Sergiu Nicolaescu rendező, Dan Deșliu költő; Aurel Dragoș Munteanu, ő lett a TV első elnöke;
- A forradalmi eseményekben kitűnt személyek: Lupoiu Mihai kapitány (később PRM-s honatya);
- Kevésbé ismert személyiségek: Mihai Montanu, Mihai Ispas, Dan Marțian, Dumitrescu Emil, Neacșa Vasile, Ciontu Cristina, Baciu Marian, Bogdan Teodoriu, Eugenia Iorga, Negrițiu Paul, Manole Gheorghe, Adrian Sărbu, Cărjan Constantin, Magdalena Ionescu, Marian Mierlă, Constantin Ivanovici, Ovidiu Vlad, Bucurescu Valeriu, Vasile Țâra.

Nicolae Militaru tábornok nevét a közlemények nem említik, de ő lett az első honvédelmi miniszter.

## Lemondások a CFSN-ből
- 1990. január 23.: Doina Cornea
- 1990. január 26.: Dumitru Mazilu
- 1990. január 29.: Ana Blandiana

## Átalakulás
Amikor a CFSN vezetői bejelentették, hogy a szervezet átalakul párttá, többen beadták lemondásukat.
Az ellenzékiek által szervezett utcai tüntetések nyomására 1990. február 1-jén a CFSN és a pártok vezetői között tárgyalások voltak, amelyeken kialakult egy kompromisszum, és 1990. február 9-én a CFSN törvény erejű rendeletben kimondta az átalakulását a Nemzeti Egység Ideiglenes Tanácsává (Consiliul Provizoriu de Uniune Națională, CPUN), amelybe bevették a forradalom után megalakult vagy újjáalakult pártok vezetőit is. E tárgyalásokon döntés született a parlamenti választások megszervezéséről is.